# Entre-deux-Monts
Entre-deux-Monts è un comune francese di 164 abitanti situato nel dipartimento del Giura nella regione della Borgogna-Franca Contea.

## Società

### Evoluzione demografica
Abitanti censiti